# Harmanda corrugata
Harmanda corrugata is een hooiwagen uit de familie Sclerosomatidae.